# Nuestro amor
Nuestro Amor é o segundo álbum de estúdio do grupo musical pop mexicano RBD, sendo lançado em 22 de setembro de 2005 pela gravadora EMI Music. O disco foi produzido pelos mesmos profissionais que colaboraram no álbum anterior do grupo. Nuestro Amor incorporou principalmente gêneros como pop rock e pop latino, com letras que abordam conflitos e aventuras amorosas. 
Nuestro Amor recebeu análises mistas dos profissionais especializados em música contemporânea, que notaram que o grupo seguiu a mesma linha de sucesso usada em seu álbum de estreia, embora eles tenham elogiados algumas canções neste, elas também atraíram criticas por soarem completamente indistinguíveis e intercambiáveis. Em 2006, Nuestro Amor foi indicado a categoria Melhor Álbum Vocal Pop em Dupla ou Grupo durante a sétima edição do Grammy Latino. Comercialmente, o disco obteve um desempenho exitoso, classificando-se na liderança das paradas musicais de países como México e Brasil. Nos Estados Unidos, a obra culminou na tabela de álbuns latinos e na de Latin Pop Albums da revista Billboard, além de ter alcançado o 88º posto da Billboard 200. Obteve certificações em diversos territórios internacionais, incluindo três certificados de platina pela Asociación Mexicana de Productores de Fonogramas y Videogramas (AMPROFON) e e quatro pela Recording Industry Association of America (RIAA).
A partir de Nuestro Amor, quatro singles foram liberados como parte de sua promoção. Em 25 de agosto de 2005 foi lançado o primeiro, intitulado "Nuestro Amor", como o álbum, que tornou-se a segunda música do RBD a alcançar o top dez da parada de faixas latinas da Billboard nos Estados Unidos. "Aún Hay Algo" teve seu lançamento ocorrido em 18 de novembro e também garantiu o top dez da tabela supracitada. A terceira música de trabalho foi disponibilizada em 23 de janeiro de 2006, sendo ela "Tras de Mí", que mesmo não tendo videoclipe foi amplamente aceita pelo público, enquanto "Este Corazón", quarto e último single do disco. Para divulgar ainda mais o trabalho, o RBD se apresentou em várias cerimônias de premiação e deram continuidade a turnê intitulada Tour Generación RBD. Para promover o álbum no Brasil, o grupo lançou uma versão em português em maio de 2006, intitulada Nosso Amor Rebelde.
Após alguns anos fora de catálogo, o álbum voltou a ser recolocado nas plataformas digitais em 3 de setembro de 2020 e uma edição física limitada do álbum foi colocada a venda em 27 de novembro de 2020 pela Universal Music. Em março de 2023, a gravadora Universal Music anunciou a pré-venda de uma edição limitada em vinil para o dia 16 de março do mesmo ano, sendo a primeira vez na qual seria editado no formato.

## Antecedentes e lançamento
Tendo lançado seu primeiro álbum ao vivo, Tour Generación RBD En Vivo, em 19 de julho de 2005, a gravadora do grupo, EMI, decidiu lançar Nuestro Amor, o segundo álbum de estúdio deles, menos de três meses depois, em 22 de setembro de 2005 no México e em 4 de outubro de 2005 nos Estados Unidos. No dia 2 de março de 2006, é lançada a Edição Diamante do álbum, que trouxe conteúdo interativo e a música em português "Quando O Amor Acaba". Em 22 de maio de 2006, a versão em português de Nuestro Amor foi lançada no Brasil, intitulada Nosso Amor Rebelde.
Nuestro Amor incorpora principalmente gêneros como pop rock e pop latino em sua musicalidade, com letras que abordam conflitos e aventuras amorosas. Foi produzido por Armando Ávila, Max di Carlo, Carlos Lara e Pedro Damián. Entre suas faixas, o álbum contém "Me Voy", versão em espanhol de "Gone", da cantora americana Kelly Clarkson, que havia sido originalmente lançada no segundo disco de estúdio de Clarkson, Breakaway (2004). A faixa "Feliz Cumpleaños" também é uma versão em espanhol de "Happy Worst Day", da cantora sueca Mikeyla. Ambas as canções foram eventualmente gravadas em inglês para o primeiro disco crossover do RBD, nomeado Rebels (2006), e de sua edição de luxo japonesa, We Are RBD!.

### Arte da capa
A capa de Nuestro Amor, assim como todos os demais álbuns de estúdio do RBD, apresenta os seis integrantes do grupo. O que a difere das demais, no entanto, são os figurinos escuros que o cantores apresentam. Esta capa causou divergências quanto ao seu significado. Alguns portais de notícias chegaram a noticiar que isso era uma homenagem aos fãs mortos durante o acidente no shopping em São Paulo, em fevereiro de 2006. A informação, por sua vez, foi negada pela gravadora do grupo, a EMI, pelo fato de que o disco foi lançado em setembro de 2005 e o acidente ocorreu em fevereiro de 2006.

## Crítica profissional
| Críticas profissionais | Críticas profissionais |
| Avaliações da crítica  | Avaliações da crítica  |
| Fonte                  | Avaliação              |
| ---------------------- | ---------------------- |
| Allmusic Guide         | [ 4 ]                  |
| Raphasody              | (mista)                |
| Tower Records          | (negativa)             |

Nuestro Amor recebeu revisões díspares por parte dos críticos de música contemporânea. Jason Birchmeier do banco de dados AllMusic comentou que a banda seguiu a mesma linha de sucesso usada em seu álbum de estreia, mencionando que há muito mais variedade de músicas em Nuestro Amor, e que mais uma vez eles apresentam sucessos que se destacam como "Nuestro Amor" e "Este Corazón", bem como "Feliz Cumpleaños" e "Aún Hay Algo". Ele argumenta que, embora "Nuestro Amor execute um pouco mais do que Rebelde (14 em vez de 11 canções) e seja mais estilisticamente diverso, ele carece de alguns dos encantos que seu antecessor tinha em abundância". Joey Guerra, do portal Tower Records, criticou fortemente o projeto, referindo-se ao grupo como "plástico e inócuo". Acrescentando que "as vozes e as canções são completamente indistinguíveis e intercambiáveis. A instrumentação é brilhante e mecânica na melhor das hipóteses, e o refrão animado soa como algo que ouço de um coro de colégio enquanto se faz compras de Natal no shopping.
Sarah Bardeen, da página Rhapsody, mostrou apreço pelo álbum e pelo grupo, argumentando que eles são terrivelmente bonitos e que ela "se pegará tocando uma guitarra invisível com eles". Usuários do site MSN Music deram 4 estrelas e meia ao material.

## Divulgação

### Singles
"Nuestro Amor", o primeiro single, com o mesmo nome do álbum, foi lançado  25 de agosto de 2005, usada como trilha sonora da segunda temporada da telenovela Rebelde. O videoclipe da faixa foi filmado em Pedregal de San Ángel, no México, e foi dirigido por Amín Azali. A canção se tornou a segunda música do RBD a alcançar o top dez da parada de faixas latinas da Billboard nos Estados Unidos, alcançando um pico de número 6 e se tornando a canção de maior sucesso do álbum no país.
Em 18 de novembro de 2005, "Aún Hay Algo", a segunda música de trabalho, é liberada. Em julho de 2006 é lançada a versão em português "Venha de Novo o Amor", incluída na versão em português do álbum Nosso Amor Rebelde. Em 2006, a música ganhou o prêmio de mais cativante no Premios Juventud. A canção estreou e alcançou a 9ª posição na tabela de canções pop latinas da Billboard e a 24ª posto na parada de faixas latinas.
O RBD lançou "Tras de Mí" como quarta música de trabalho em 23 de janeiro de 2006. Embora a música não tenha videoclipe, teve uma recepção positiva por parte do público. Em setembro de 2006, sua versão em português, intitulada "Atrás de mim", foi lançada no Brasil. A música foi interpretada na sétima edição do Grammy Latino.
Para finalizar os trabalhos, "Este Corazón" foi liberada em 10 de março de 2006, e em novembro do mesmo ano em português, intitulado "Esse Coração", utilizado apenas na terceira temporada de Rebelde. A canção ganhou o troféu de "Canción Corta-venas" no Premios Juventud.

### Turnês

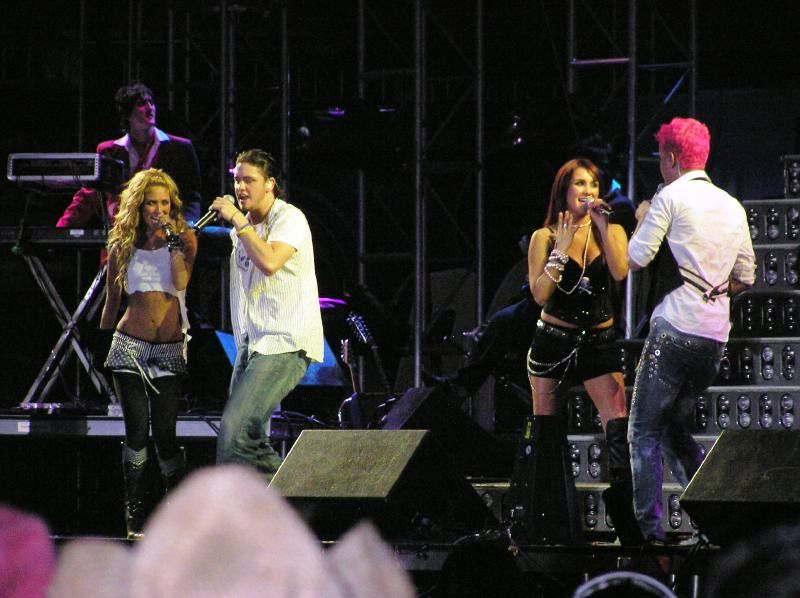
RBD se apresentando no Coliseu Memorial de Los Angeles em agosto de 2006, como parte da Tour Generación RBD.

A turnê intitulada Tour Generación RBD, lançada em apoio ao segundo álbum de estúdio do grupo, deu continuidade a promoção de Nuestro Amor, tendo início no dia 21 de fevereiro de 2006 em Los Angeles, California, no Pantages Theatre onde foi gravado o CD/DVD, Live in Hollywood. Em 2006, foram vendidos 694 mil ingressos, arrecadando um valor superior a 23 mil dólares de acordo com a North American Shows worth, atingindo uma venda mundial de 749,485 ingressos, classificando-se entre as quatorze digressões que mais arrecadaram público em todo o mundo em 2006.
A turnê foi apresentada pelos Estados Unidos, indo do Madison Square Garden, em Nova Iorque, a Arena American Airlines, em Miami, após retornar ao Coliseu Memorial de Los Angeles para ser a atração principal de um festival de rádio da cidade. Este show foi filmado e transmitido em vários canais de televisão. Em 20 de setembro de 2006 teve início a turnê promocional intitulada RBD Tour Brasil, que percorreu mais de treze cidades daquele país. RBD voltou ao Rio de Janeiro, em outubro, onde tornaram-se o primeiros artista de língua espanhola a se apresentar como ato principal na história do Estádio do Maracanã, o maior do mundo, para 50 mil expectadores. Nesse concerto foi gravado o DVD, Live in Rio.
A digressão chegou ao fim em 3 de março de 2007 no show em Laredo. Em 2007, eles ganharam o Prêmio Billboard de Música Latina como a turnê latina do ano.

## Lista de faixas
| Nuestro Amor – Edição padrão |                         |                                        |                                |         |  |
| N.º                          | Título                  | Compositor(es)                         | Produtor(es)                   | Duração |  |
| 1.                           | "Nuestro Amor"          | Memo Méndez Guiu Emil "Billy" Méndez   | Armando Ávila                  | 3:34    |  |
| 2.                           | "Me Voy"                | Kara DioGuardi John Shanks Mauri Stern | Carlos Lara Max di Carlo [ a ] | 3:25    |  |
| 3.                           | "Feliz Cumpleaños"      | Jade Ell Mats Hedström Lara            | Lara di Carlo                  | 2:58    |  |
| 4.                           | "Este Corazón"          | Ávila                                  | Ávila                          | 3:30    |  |
| 5.                           | "Así Soy Yo"            | Fernando Rojo                          | Ávila                          | 3:08    |  |
| 6.                           | "Aún Hay Algo"          | Lara di Carlo                          | Lara di Carlo                  | 3:34    |  |
| 7.                           | "A Tu Lado"             | Lara di Carlo                          | Lara di Carlo                  | 3:47    |  |
| 8.                           | "Fuera"                 | Mauricio L. Arriaga                    | Ávila                          | 3:37    |  |
| 9.                           | "Qué Fue Del Amor"      | Ávila                                  | Ávila                          | 3:44    |  |
| 10.                          | "Qué Hay Detrás"        | Lara di Carlo                          | Lara di Carlo                  | 3:17    |  |
| 11.                          | "Tras de Mí"            | Lara di Carlo Pedro Damián             | Lara di Carlo                  | 3:11    |  |
| 12.                          | "Sólo Para Ti"          | Mario Sandoval                         | Ávila                          | 3:41    |  |
| 13.                          | "Una Canción" (ao vivo) | José Roberto Matera Johann Daccarett   | Ávila                          | 3:43    |  |
| 14.                          | "Liso, Sensual"         | Polen Thomas di Carlo                  | Lara di Carlo                  | 3:10    |  |
| Duração total:               | Duração total:          | Duração total:                         | Duração total:                 | 51:50   |  |

| Nuestro Amor – Faixa bônus |                             |                |              |         |  |
| N.º                        | Título                      | Compositor(es) | Produtor(es) | Duração |  |
| 15.                        | "Nuestro Amor" (videoclipe) | Guiu Méndez    | Ávila        | 3:34    |  |

| Nuestro Amor – Faixas bônus da edição diamante |                                                      |                                      |               |         |  |
| N.º                                            | Título                                               | Compositor(es)                       | Produtor(es)  | Duração |  |
| 15.                                            | "Quando o Amor Acaba"                                | Jose Marino Cláudio Rabello (versão) | Lara di Carlo | 3:19    |  |
| 16.                                            | "Una Canción" (Versión de estudio)                   | Matera Daccarett                     | Ávila         | 3:27    |  |
| 17.                                            | "Fotos, tatuajes, salvapantallas, cursor del mouse." |                                      |               |         |  |

## Recepção
Em 2006, Nuestro Amor recebeu uma indicação não vitoriosa a categoria Melhor Álbum Vocal Pop em Dupla ou Grupo durante a sétima edição do Grammy Latino. Foi ainda indicado a "Álbum Pop do Ano — Dupla ou Grupo" ao Prêmio Oye!, mas também não obteve vitória. Na décima terceira edição do Billboard Latin Music Awards, o álbum rendeu três indicações ao grupo na categoria "Álbum Pop Latino do Ano — Dupla ou Grupo" e "Álbum Pop Latino do Ano — Artista Revelação" mas perdeu ambas. O projeto só foi vitorioso nas categorias "Não Morro Sem Esse Álbum" e "Álbum Pop Latino do Ano — Artista Revelação" durante o Premios Juventud e Premio Lo Nuestro, respectivamente.

### Prêmios e indicações
| Ano  | Premiação                    | Categoria                                   | Resultado |
| ---- | ---------------------------- | ------------------------------------------- | --------- |
| 2006 | Grammy Latino                | Melhor Álbum Vocal Pop em Dupla ou Grupo    | Indicado  |
| 2006 | Billboard Latin Music Awards | Álbum Pop Latino do Ano - Artista Revelação | Indicado  |
| 2006 | Billboard Latin Music Awards | Álbum Pop Latino do Ano - Grupo ou Dupla    | Indicado  |
| 2006 | Premios Oye!                 | Álbum Pop do Ano - Grupo ou Dupla           | Indicado  |
| 2006 | Premios Juventud             | Me Muero Sin Ese CD                         | Venceu    |
| 2007 | Premio Lo Nuestro            | Álbum Pop Latino do Ano - Artista Revelação | Venceu    |

## Desempenho comercial
No México, Nuestro Amor alcançou o primeiro posto na principal parada do país, e foi certificado de platina pela Asociación Mexicana de Productores de Fonogramas y Videogramas (AMPROFON) apenas sete horas depois de ser lançado — vendendo mais de 127 mil cópias. Eventualmente, foi certificado com tripla platina e ouro pela mesma empresa pelas vendas de 350 mil unidades no país. Ainda na América do Norte, Nuestro Amor se tornou o primeiro disco do RBD a alcançar a liderança na parada de álbuns latinos da revista Billboard nos Estados Unidos, enquanto na principal parada de álbuns do país, a Billboard 200, alcançou a posição 88, ainda mais alta do que sua estreia, Rebelde. Com isso, a Recording Industry Association of America (RIAA) concedeu ao álbum duas certificações de platina latina após vender 120 mil réplicas no território.
Na Europa, Nuestro Amor estreou no 6ª posto da parada de álbuns na Espanha, monitorada Productores de Música de España (PROMUSICAE), chegando ao pico máximo na 3ª posição, esteve por 32 semanas na tabela. Isso permitiu à PROMUSICAE conceder ao projeto três certificações de platina após mover mais de 200 mil réplicas na Espanha. No mesmo continente, o trabalho recebeu o certificado de platina na Romênia, após exceder vendas de dez mil unidades na nação. No Brasil, conquistou a posição máxima da parada de CDs divulgada pela revista Época na semana de 4 de abril de 2006. Recebeu o certificado de platina dupla pela Pro-Música Brasil (PMB). Enquanto na Colômbia foi recebido com sucesso semelhante, onde recebeu a condecoração de platina tripla, pelas vendas de 5 mil exemplares em seu território.
| Tabela musical (2005–06)          | Melhor posição |
| --------------------------------- | -------------- |
| Brasil (Época)                    | 1              |
| Espanha (PROMUSICAE)              | 3              |
| Estados Unidos (Billboard 200)    | 88             |
| Estados Unidos (Latin Pop Albums) | 1              |
| Estados Unidos (Top Latin Albums) | 1              |
| México (AMPROFON)                 | 1              |

| País — Tabela musical (2005)      | Posição |
| --------------------------------- | ------- |
| Brasil (Pro-Música Brasil)        | 3       |
| Estados Unidos (Top Latin Albums) | 36      |
| Estados Unidos (Latin Pop Albums) | 11      |
| País — Tabela musical (2006)      | Posição |
| Espanha (PROMUSICAE)              | 15      |
| País — Tabela musical (2007)      | Posição |
| Espanha (PROMUSICAE)              | 32      |

| Região                                                                                             | Certificação    | Vendas   |
| -------------------------------------------------------------------------------------------------- | --------------- | -------- |
| Brasil (Pro-Música Brasil)                                                                         | 2× Platina      | 250,000* |
| Colômbia (ASINCOL)                                                                                 | 3× Platina      | 30,000^  |
| Espanha (PROMUSICAE)                                                                               | 2× Platina      | 200,000^ |
| Estados Unidos (RIAA)                                                                              | 2× Platina      | 120,000^ |
| México (AMPROFON)                                                                                  | 3× Platina+Ouro | 350,000^ |
| Romênia (UFPR)                                                                                     | Ouro            | 10,000^  |
| Resumo                                                                                             |                 |          |
| América Central (IFPI)                                                                             | Ouro            | 20,000x  |
| *números de vendas baseados somente na certificação ^distribuições baseadas apenas na certificação |                 |          |

## Histórico de lançamento
| Região | Data                   | Formato             | Edição   | Gravadora |
| ------ | ---------------------- | ------------------- | -------- | --------- |
| México | 22 de setembro de 2005 | CD Download digital | Padrão   | EMI       |
| Brasil | 17 março de 2006       | CD Download digital | Padrão   | EMI       |
| Vários | 2 de março de 2006     | CD Download digital | Diamante | EMI       |
| México | 16 de março de 2023    | LP                  | Padrão   | Universal |
| Brasil | 16 de março de 2023    | LP                  | Padrão   | Universal |

## Créditos
Lista-se abaixo os profissionais envolvidos na elaboração de Empezar desde cero, segundo adaptação do portal Allmusic Guide.
| Gestão - Los Angeles, Califórnia (no estúdio The Box) - Cidade do México, México (no estúdio Cosmos) - Mixtlán, México Mixado em - Los Angeles, Califórnia (no estúdio The Box) Vocais - Alfonso Herrera: vocais principais - Anahí: vocais principais - Christian Chávez: vocais principais - Christopher von Uckermann: vocais principais - Dulce María: vocais principais - Maite Perroni: vocais principais - Clair Gómez: vocais adicionais - Pepe Garza: vocais adicionais |

Músicos
| - Armando Ávila: todos os instrumentos, - Migliano Paglinio: baixo - Kyle Sokoloff: bateria | - Javier Calderón: guitarras (em "Nuestro Amor") - Max di Carlo: teclados |

Produção
- Camilo Lara: A&R, produção executiva
- Melissa Mochulske: coordenação de A&R
- Armando Ávila: arranjo, mixagem, produção, gravação, direção vocal
- Güido Laris: arranjo, gravação, direção vocal
- Carlos Lara: arranjo, arranjo de refrão, direção musical, produção
- Max di Carlo[a]: arranjo, direção musical, produção, programação, composição
- René Cárdenas: engenharia de áudio
- Migliano Paglinio: engenharia de áudio
- Pedro Damián: produção executiva
- Luis Luisillo Miguel: produção adicional
- Emilio Ávila: produção executiva
- Hulahula.com.mx: design gráfico
- OM Entertainment: gestão de produção
- Marisol Alcelay: gestão de produção, marketing
- Rodolfo Vázquez: masterização
- Juan Carlos Moguel: mixagem, gravação, direção vocal
- Kitaro Mizei: mixagem
- Amín Azali: direção de videoclipe ("Nuestro Amor")
- Olga Laris: fotografia
- Jorge González: produção adicional
- Jorge González Montaut: coordenação de produção
- Carolina Palomo Ramos: coordenação de produção
- Carlos Valdés: gravação, direção vocal
- Michkin Boyzo: gravação, direção vocal
- Andrew Rose: assistente de gravação
- Iván Machorro: direção vocal